# Étienne Bosc
Étienne Bosc est un homme politique français né le 8 mars 1744 à Saint-Côme-d'Olt (Aveyron) et mort le 1er novembre 1811 à Lacalm (Aveyron).

## Biographie
Avocat, commissaire de l'administration centrale du département, il est juge à Espalion, quand il est élu député de l'Aveyron en 1791.

## Sources
- « Étienne Bosc », dans Adolphe Robert et Gaston Cougny, Dictionnaire des parlementaires français, Edgar Bourloton, 1889-1891 [détail de l’édition]